# One Day (tutto prende un senso)
One Day (tutto prende un senso) è un singolo dei cantautori italiani Biagio Antonacci e Pino Daniele, pubblicato il 10 giugno 2016 come terzo estratto dalla decima raccolta di Antonacci Biagio.

## Video musicale
Il videoclip è stato pubblicato il 10 giugno 2016 sul canale YouTube di Biagio Antonacci e vede la partecipazione di Raoul Bova e Ilenia Pastorelli.

## Tracce
1. One Day (tutto prende un senso) (New Version) – 3:19